# Coleraine Football Club
Il Coleraine Football Club, meglio noto come Coleraine, è una società calcistica nordirlandese con sede nella città di Coleraine. Fondata nel 1927 dalla fusione di Coleraine Olympic e Coleraine Alexandra, è una delle squadre più vincenti al di fuori del "Belfast Big Two" (Linfield e Glentoran) in virtù della conquista di 1 titolo nazionale, 6 Irish Cup e 2 Coppa di lega
Disputa i match interni nello stadio The Showgrounds.

## Storia
In virtù del secondo posto conseguito nella stagione 2019-2020 di campionato (interrotto causa COVID-19), il club prende parte ai preliminari della UEFA Europa League 2020-2021 dove elimina (in gara secca giocata a porte chiuse in casa) la modesta compagine sammarinese del La Fiorita per 1-0, sbloccando il match nel recupero. Il turno seguente vede i nordirlandesi fare visita al Maribor in Slovenia, un ospite fisso di queste competizioni; giocando sempre a porte chiuse (disposizioni UEFA onde evitare il nuovo aumento dei contagi da COVID-19), il Coleraine parte sfavoritissimo alla vigilia, ma i novanta minuti regolamentari terminano in pareggio sull'1-1. Retto l'assedio sloveno anche nei tempi supplementari, è il Coleraine ad avere la meglio ai calci di rigore, permettendo al piccolo club di continuare l'avventura europea.

## Rosa 2020-2021
| N. |                             | Ruolo | Calciatore       |
| -- | --------------------------- | ----- | ---------------- |
| 1  | Irlanda del Nord (bandiera) | P     | Gareth Deane     |
| 2  | Irlanda del Nord (bandiera) | D     | Lyndon Kane      |
| 3  | Irlanda (bandiera)          | D     | Adam Mullan      |
| 4  | Irlanda del Nord (bandiera) | D     | Aaron Canning    |
| 5  | Irlanda del Nord (bandiera) | D     | Stephen Douglas  |
| 6  | Irlanda del Nord (bandiera) | C     | Aaron Jarvis     |
| 7  | Irlanda (bandiera)          | C     | Ben Doherty      |
| 8  | Irlanda del Nord (bandiera) | C     | Stephen Lowry    |
| 9  | Irlanda del Nord (bandiera) | A     | James McLaughlin |
| 10 | Irlanda del Nord (bandiera) | A     | Eoin Bradley     |
| 11 | Irlanda del Nord (bandiera) | A     | Josh Carson      |

| N. |                             | Ruolo | Calciatore        |
| -- | --------------------------- | ----- | ----------------- |
| 12 | Irlanda del Nord (bandiera) | C     | Ronan Wilson      |
| 13 | Irlanda del Nord (bandiera) | D     | Gareth McConaghie |
| 14 | Irlanda del Nord (bandiera) | C     | Evan Tweed        |
| 15 | Irlanda (bandiera)          | D     | Stephen O'Donnell |
| 16 | Irlanda del Nord (bandiera) | C     | Ian Parkhill      |
| 17 | Irlanda del Nord (bandiera) | C     | Jamie Glackin     |
| 18 | Irlanda (bandiera)          | D     | Aaron Traynor     |
| 19 | Irlanda del Nord (bandiera) | A     | Curtis Allen      |
| 20 | Irlanda del Nord (bandiera) | P     | Martin Gallagher  |
| 21 | Irlanda del Nord (bandiera) | A     | Stewart Nixon     |
| 22 | Irlanda del Nord (bandiera) | D     | Howard Beverland  |

## Palmarès

### Competizioni nazionali
- Campionato nordirlandese: 1

1973-1974
- Irish Cup: 6

1964-1965, 1971-1972, 1974-1975, 1976-1977, 2002-2003, 2017-2018
- Irish Football League Cup: 2

1987-1988, 2019-2020
- City Cup: 2

1953-1954, 1968-1969
- Gold Cup: 4

1932, 1958, 1969, 1975
- Top Four Trophy

1968-1969
- Irish News Cup: 1

1995/96

### Competizioni regionali
- Ulster Cup: 7

1965/66, 1968/69, 1969/70, 1972/73, 1975/76, 1985/86, 1996/1997
- North West Senior Cup: 20 (record)

1952-1953, 1954-1955, 1955-1956, 1957-1958, 1958-1959, 1960-1961, 1964-1965, 1967-1968, 1980-1981, 1981-1982, 1982-1983, 1987-1988, 1988-1989, 1991-1992, 1994-1995, 2001-2002, 2004-2005, 2007-2008, 2009-2010, 2012-2013

### Competizioni internazionali
- Blaxnit Cup: 2 (record)

1968-1969, 1969-1970

### Altri piazzamenti
- Campionato nordirlandese:

Secondo posto: 1963-1964, 1964-1965, 1969-1970, 1974-1975, 1984-1985, 1985-1986, 1986-1987, 1996-1997, 1999-2000, 2017-2018, 2019-2020, 2020-2021
Terzo posto: 1929-1930, 1951-1952, 1967-1968, 1975-1976, 1981-1982, 1982-1983, 1987-1988, 1988-1989, 2002-2003, 2016-2017
- Irish Cup:

Finalista: 1985-1986, 2003-2004, 2007-2008, 2016-2017
Semifinalista: 2018-2019
- Irish Football League Cup:

Finalista: 1992-1993, 1993-1994, 1999-2000, 2009-2010, 2011-2012, 2021-2022, 2022-2023
Semifinalista: 2001-2002, 2015-2016, 2016-2017
- IFA Charity Shield:

Finalista: 2017
- Blaxnit Cup:

Finalista: 1971-1972
- Top Four Trophy:

Finalista: 1966-1967, 1967-1968

## Coleraine nelle Coppe europee

### Coppa dei Campioni
| Stagione | Competizione       | Turno    | Paese                  | Squadra             | Andata | Ritorno | Totale |
| -------- | ------------------ | -------- | ---------------------- | ------------------- | ------ | ------- | ------ |
| 1974-75  | Coppa dei Campioni | 1º turno | Paesi Bassi (bandiera) | Feyenoord Rotterdam | 0-7    | 1-4     | 1-11   |

### Coppa delle Coppe
| Stagione | Competizione      | Turno      | Paese                       | Squadra             | Andata | Ritorno | Totale |
| -------- | ----------------- | ---------- | --------------------------- | ------------------- | ------ | ------- | ------ |
| 1965-66  | Coppa delle Coppe | 1º turno   | Unione Sovietica (bandiera) | Dynamo Kiev         | 1-6    | 0-4     | 1-10   |
| 1975-76  | Coppa delle Coppe | 1º turno   | Germania Ovest (bandiera)   | Eintracht Frankfurt | 1-5    | 2-6     | 3-11   |
| 1977-78  | Coppa delle Coppe | 1º turno   | Germania Est (bandiera)     | Lokomotiv Lipsia    | 1-4    | 2-2     | 3-6    |
| 1982-83  | Coppa delle Coppe | Sedicesimi | Inghilterra (bandiera)      | Tottenham           | 0-3    | 0-4     | 0-7    |

### Coppa delle Fiere
| Stagione | Competizione      | Turno         | Paese                  | Squadra          | Andata | Ritorno | Totale |
| -------- | ----------------- | ------------- | ---------------------- | ---------------- | ------ | ------- | ------ |
| 1969-70  | Coppa delle Fiere | Trentaduesimi | Lussemburgo (bandiera) | Jeunesse d'Esch  | 2-3    | 4-0     | 6-3    |
|          |                   | Sedicesimi    | Belgio (bandiera)      | Anderlecht       | 1-6    | 3-7     | 4-13   |
| 1970-71  | Coppa delle Fiere | Trentaduesimi | Scozia (bandiera)      | Kilmarnock       | 1-1    | 3-2     | 4-3    |
|          |                   | Sedicesimi    | Paesi Bassi (bandiera) | Sparta Rotterdam | 0-2    | 1-2     | 1-4    |

### Coppa UEFA/Europa League
| Stagione | Competizione  | Turno                     | Paese                   | Squadra           | Andata      | Ritorno     | Totale |
| -------- | ------------- | ------------------------- | ----------------------- | ----------------- | ----------- | ----------- | ------ |
| 1983-84  | Coppa UEFA    | Trentaduesimi             | Paesi Bassi (bandiera)  | Sparta Rotterdam  | 0-4         | 1-1         | 1-5    |
| 1985-86  | Coppa UEFA    | Trentaduesimi             | Germania Est (bandiera) | Lokomotiv Lipsia  | 1-1         | 0-5         | 1-6    |
| 1986-87  | Coppa UEFA    | Trentaduesimi             | Germania Est (bandiera) | Stahl Brandenburg | 1-1         | 0-1         | 1-2    |
| 1987-88  | Coppa UEFA    | Trentaduesimi             | Scozia (bandiera)       | Dundee United     | 0-1         | 1-3         | 1-4    |
| 1997-98  | Coppa UEFA    | 1° preliminare            | Svizzera (bandiera)     | Grasshoppers      | 0-3         | 1-7         | 1-10   |
| 2000-01  | Coppa UEFA    | 1° preliminare            | Svezia (bandiera)       | Örgryte IS        | 1-2         | 0-1         | 1-3    |
| 2003-04  | Coppa UEFA    | Preliminare               | Portogallo (bandiera)   | União Leiria      | 2-1         | 0-5         | 2-6    |
| 2017-18  | Europa League | Primo turno preliminare   | Norvegia (bandiera)     | Haugesund         | 0-0         | 0-7         | 0-7    |
| 2018-19  | Europa League | Primo turno preliminare   | Serbia (bandiera)       | Spartak Subotica  | 0-2         | 1-1         | 1-3    |
| 2020-21  | Europa League | Turno preliminare         | San Marino (bandiera)   | La Fiorita        | 1-0         |             |        |
|          |               | Primo turno preliminare   | Slovenia (bandiera)     | Maribor           |             | 1-1 (5-4 p) |        |
|          |               | Secondo turno preliminare | Scozia (bandiera)       | Motherwell        | 2-2 (0-3 p) |             |        |

### Coppa Intertoto
| Stagione | Competizione    | Turno    | Paese              | Squadra       | Andata | Ritorno | Totale |
| -------- | --------------- | -------- | ------------------ | ------------- | ------ | ------- | ------ |
| 2002     | Coppa Intertoto | 1º turno | Andorra (bandiera) | UE Sant Julià | 5-0    | 2-2     | 7-2    |
|          |                 | 2º turno | Francia (bandiera) | Troyes        | 1-2    | 1-2     | 2-4    |